# Jimmy Connors
James Scott "Jimmy" Connors, född 2 september 1952 i East St. Louis, Illinois, är en amerikansk ambidextrös tidigare professionell tennisspelare. Jimmy Connors var under perioden 1973-1988 en av världens tio högst rankade spelare. Han är efter Novak Djokovic, Roger Federer, Pete Sampras och Ivan Lendl  den manlige spelare som flest veckor rankats som världsetta (totalt 268 veckor för Connors mot 310 för Federer, 286 för Sampras och 270 för Lendl). Han vann under sin karriär totalt 109 singel- och 15 dubbeltitlar på ATP-touren. Av dessa var åtta i singel- och två i dubbel i Grand Slam-turneringar.
Jimmy Connors upptogs 1998 i International Tennis Hall of Fame.

## Tenniskarriären
Connors vann som 18-åring (1971) sju juniortitlar och besegrade dessutom erfarna seniorspelare som Stan Smith i mindre turneringar. Han nådde redan som 19-åring kvartsfinalen i Wimbledonmästerskapen. År 1973 vann han tillsammans med Ilie Năstase dubbelfinalen i Wimbledon. Samma år vann han också singeltiteln i US Pro genom finalseger över Arthur Ashe.
Connors rankades efter säsongen 1974 första gången som världsetta i singel efter segrar i tre Grand slam-turneringar (Australiska öppna, Wimbledonmästerskapen och US Open). I Wimbledonfinalen besegrade han det året i utklassningsstil den australiske storspelaren Ken Rosewall i tre raka set. I september samma år besegrade han med ännu större eftertryck samme spelare i finalen i US Open. Connors var inte lika lyckosam under 1975. Trots att han nådde tre GS-finaler i singel, lyckades han inte vinna någon titel. I finalen i Australiska öppna förlorade han mot John Newcombe, i Wimbledon mot Arthur Ashe och i US Open mot Manuel Orantes.
Säsongen 1976 rankades Connors åter som världsetta efter segrar i flera turneringar inkluderande US Open, där han i finalen besegrade Björn Borg, som under resten av 1970-talet kom att vara hans främste rival. Singelfinalerna i Wimbledon 1977 och 1978 spelades mellan dessa två företrädare för den nya tidens krafttennis. Det första årets final blev ett mycket jämnt och spännande möte, som Borg vann i fem set. Året därpå var Borg fullständigt överlägsen och utklassade denna gång Connors i finalen i tre raka set. På det annorlunda "hard court"-underlaget i US Open samma år (1978) var det Connors tur att i finalen grundligt besegra Borg.
Under 1980-talet, sedan Björn Borg slutat med tävlingstennis, var John McEnroe och Ivan Lendl hans främsta rivaler. Connors har "minusstatistik" mot Borg och de två sistnämnda. Sammanlagt mötte han dem vid 85 tillfällen, av vilka han vann endast 33. Han lyckades dock besegra även John McEnroe och Ivan Lendl i olika Grand Slam-finaler. I Wimbledonfinalen 1982 vann han otippat över McEnroe och i US Open 1982-83 besegrade han den blivande världsettan Lendl.
Connors fortsatte ända upp i 40-årsåldern att spela tävlingstennis. År 1991 nådde han semifinalen i US Open. Året därpå avslutade han sin aktiva karriär, men fortsatte sedan att spela på "seniortouren".

## Spelaren och personen

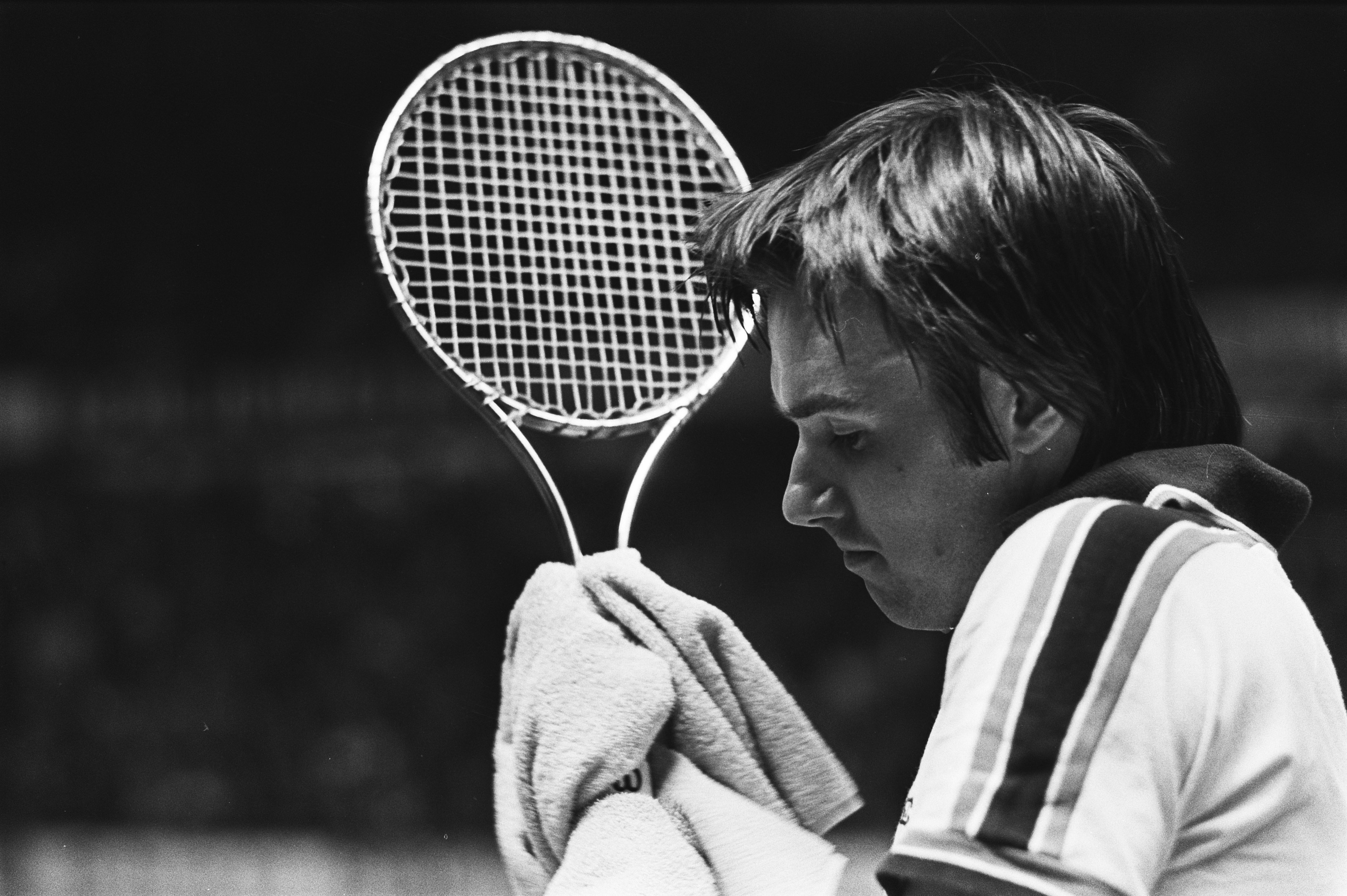
1978

Jimmy Connors var tillsammans med bland andra Björn Borg en av de tidigaste och främsta företrädarna för modern krafttennis. Han tränades som barn av sin mor, Gloria Thompson Connors som var tennislärare till professionen. Den vänsterspelande Connors spelade från början med en av de under 1970-talet nya effektiva tennisracketarna av metall (Wilson T-2000). Hans spelstil var utpräglat aggressiv trots att han främst var baslinjespelare. Hans grundslag var alltid precist placerade och hårda. Varje grundslag slog han med stor beslutsamhet och som presumptiva avgörande slag. Liksom Borg använde han en dubbelfattad backhand. Servereturerna tog han tidigt efter studs och attackerade inte sällan direkt vid nätet med effektiva volleyslag. När han mötte spelare som i likhet med honom själv slog hårda slag, kunde han dra fördel av detta genom att utnyttja farten i den mötande bollen till att öka kraften i sina egna slag. Spelare som spelade den äldre, klassiska formen av tennis med taktiska svepande välplacerade grundslag, överflyglade han genom sitt envist hårda attackerande spel från baslinjen. Ett exempel på det senare är mötet med Ken Rosewall i Wimbledonfinalen 1974, där den skicklige, taktiske Rosewall blev helt utspelad av Connors. I Wimbledonfinalen 1975 lyckades dock Arthur Ashe, genom ett varierat taktiskt spel med inslag av extremt vinklade servar och lösa, skruvade "soft-bollar", besegra Connors.
Jimmy Connors uppträdde ibland enerverande på banan och kunde på ett vulgärt sätt ge uttryck för sitt missnöje när spelet eller domslut gick honom emot. Han hade inte heller alltid publikens stöd, eftersom man ibland uppfattade hans dominerande uppträdande alltför uppenbart och osympatiskt. Allt eftersom karriären fortlöpte ökade dock hans popularitet. Tennisspelen Jimmy Connors Tennis och Jimmy Connors Pro Tennis Tour är namngivna efter honom.
Jimmy Connors var under en kortare period 1974 förlovad med den amerikanska tennisspelarskan Chris Evert.

## Grand Slam-finaler, singel (15)

### Singeltitlar (8)
| År   | Turnering         | Finalmotståndare | Setsiffror              |
| ---- | ----------------- | ---------------- | ----------------------- |
| 1974 | Australiska öppna | Phil Dent        | 7–6, 6–4, 4–6, 6–3      |
| 1974 | Wimbledon         | Ken Rosewall     | 6–1, 6–1, 6–4           |
| 1974 | US Open           | Ken Rosewall     | 6–1, 6–0, 6–1           |
| 1976 | US Open           | Björn Borg       | 6–4, 3–6, 7–6, 6–4      |
| 1978 | US Open           | Björn Borg       | 6–4, 6–2, 6–2           |
| 1982 | Wimbledon         | John McEnroe     | 3–6, 6–3, 6–7, 7–6, 6–4 |
| 1982 | US Open           | Ivan Lendl       | 6–3, 6–2, 4–6, 6–4      |
| 1983 | US Open           | Ivan Lendl       | 6–3, 6–7, 7–5, 6–0      |

### Finalförluster (Runner-ups) (7)
| År   | Turnering         | Finalmotståndare | Setsiffror              |
| ---- | ----------------- | ---------------- | ----------------------- |
| 1975 | Australiska öppna | John Newcombe    | 7–5, 3–6, 6–4, 7–5      |
| 1975 | Wimbledon         | Arthur Ashe      | 6–1, 6–1, 5–7, 6–4      |
| 1975 | US Open           | Manuel Orantes   | 6–4, 6–3, 6–3           |
| 1977 | Wimbledon         | Björn Borg       | 3–6, 6–2, 6–1, 5–7, 6–4 |
| 1977 | US Open           | Guillermo Vilas  | 2–6, 6–3, 7–5, 6–0      |
| 1978 | Wimbledon         | Björn Borg       | 6–2, 6–2, 6–3           |
| 1984 | Wimbledon         | John McEnroe     | 6–1, 6–1, 6–2           |

### Grand Slam-titlar, dubbel
- Wimbledonmästerskapen
  - 1973
- US Open
  - 1975